# Schneealpenstollen
Der Schneealpenstollen ist ein Trinkwasserstollen mit einer Länge von 9680 Metern in Österreich. Er wurde errichtet, um die Sieben Quellen (oder auch Karlbachquelle) aus dem Gebiet Neuberg an der Mürz (Steiermark) sowie weitere Quellen des oberen Mürztals durch Einleitung in die I. Wiener Hochquellenwasserleitung bei Hinternaßwald (Niederösterreich) für die Wiener Wasserversorgung nutzbar zu machen. Zumindest zum Zeitpunkt seiner Errichtung war er der längste Trinkwasserstollen Europas, die Baukosten betrugen mindestens 230 Millionen Schilling (ungefähr 16,7 Mio. Euro).

## Sieben Quellen (Karlgrabenquelle)
Die Sieben Quellen befinden sich im Karlgraben in der Gemeinde Neuberg an der Mürz etwa 900 Meter vor dessen Einmündung in die Mürz in einer Seehöhe von 797 m ü. A.
Während der Ergiebigkeitsmessungen zeigte die Karlgrabenquelle an rund 150 Tagen im Jahresdurchschnitt eine Mindestergiebigkeit von 300 Litern pro Sekunde, im Winter sank diese nicht unter 130 Liter pro Sekunde. Zur Zeit der Schneeschmelze im Frühling 1965 wurden Maximalwerte bis 2000 Liter pro Sekunde gemessen.

## Vorbereitungen
Die Sieben Quellen wurden bereits im Jahr 1899 von der Stadt Wien für deren Trinkwasserversorgung angekauft und von Technikern zwei Projektvarianten ausgearbeitet, um diese Quellen für die Stadt nutzbar zu machen, nämlich
- die Errichtung eines Stollens unterhalb des Naßkammes und den folgenden Anschluss an die Erste Wiener Hochquellenleitung bei Hinternaßwald oder
- ein Stollenbau durch das Preiner Gscheid und die Anbindung der neuen Zuleitung in Hirschwang an der Rax.

Durch die Fertigstellung der II. Wiener Hochquellenwasserleitung im Jahr 1910 erübrigte sich allerdings zunächst die Realisierung eines solchen Projektes, das mit den damaligen bergmännischen Methoden ohnehin kaum zu verwirklichen gewesen wäre. Die Verwirklichung des Vorhabens wurde auf unbestimmte Zeit verschoben.
Neu aufleben ließen die Verantwortlichen der Stadt Wien die alten Pläne nach dem Zweiten Weltkrieg wegen des steigenden Wasserbedarfs und des technischen Fortschritts auf dem Gebiet des Bergbaues, zumal die Verwirklichung der geplanten III. Wiener Wasserleitung noch nicht in Sicht war.
Widerstand gegen das Projekt erhoben Wasserrechtsbesitzer an Mürz und Mur. Als Grund nannten sie die Reduktion der ihnen zur Verfügung stehenden Wassermenge. Die Stadt Wien entschädigte schließlich die Betreiber von 32 Wasserkraftanlagen an den beiden genannten Flüssen. Zusätzliche Probleme bereitete das Land Steiermark, das die Karlgrabenquelle plötzlich zum Naturdenkmal erklärte. Der Mürzwasserverband hingegen zog seine ursprünglich gemachten Einwände zurück.
Nach umfangreichen Voruntersuchungen (hydrogeologische Situation, Größe des Einzugsgebiets, chemische Zusammensetzung und Ergiebigkeit der Sieben Quellen) wurde der wasserrechtliche Konsens über die Ableitung von maximal 400 Litern Wasser pro Sekunde – 300 Liter Wasser pro Sekunde aus den Sieben Quellen, der Rest aus Wässern aus dem Berginneren – im Jahr 1965 erteilt. Zusätzlich wurden weitere 15 Liter Wasser pro Sekunde abgeleitet und in die Gemeinde Neuberg an der Mürz geleitet.

## Bau und Anlage
Baubeginn für den Schneealpenstollen war am 6. Dezember 1965, am 8. des Monats wurden die beiden Vortriebe feierlich angeschlagen, am 8. Juli 1968 erfolgte die Durchschlagfeier.

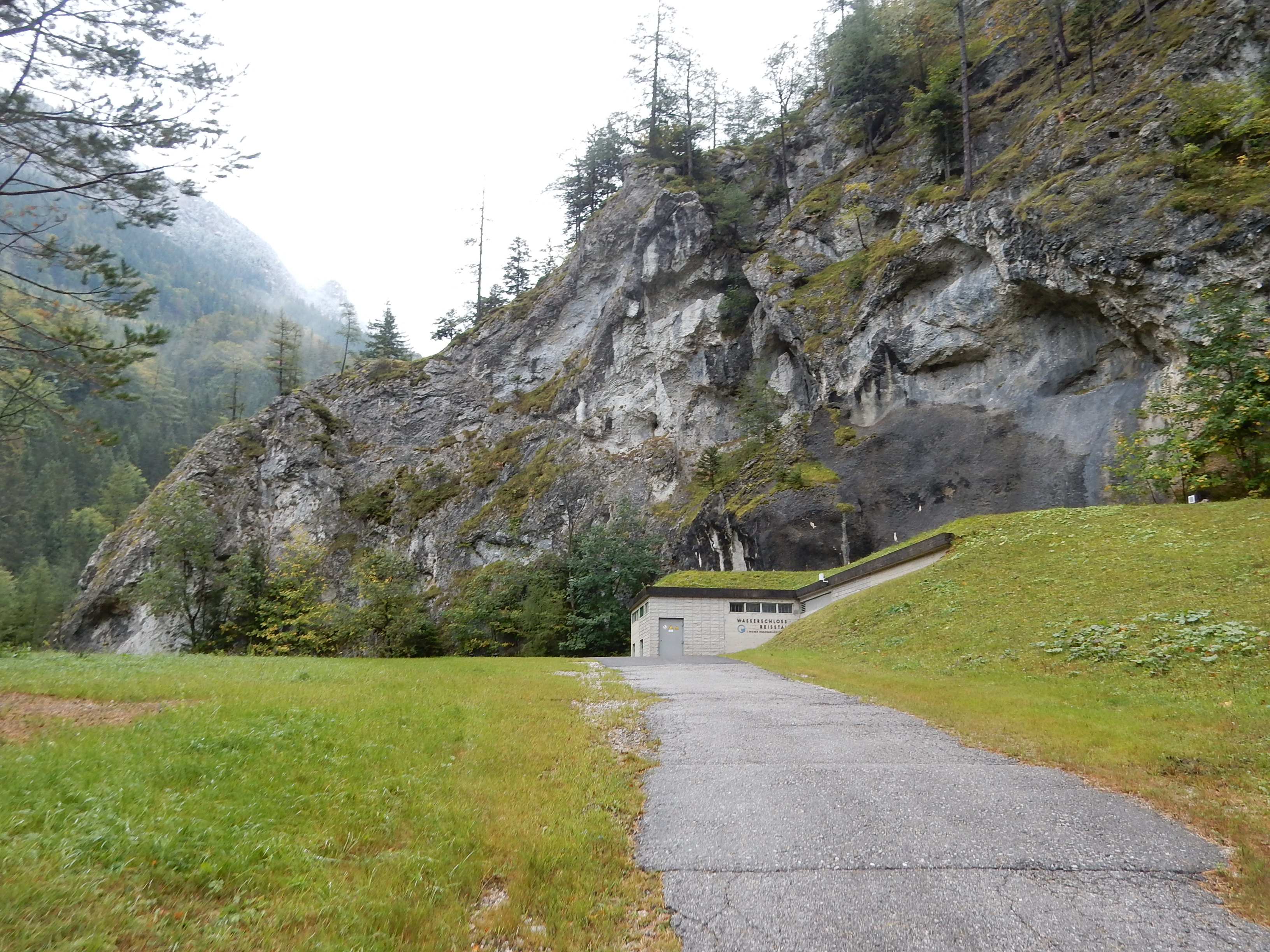
Wasserschloss Reißtal

Das südliche Stollenende befindet sich im Karlgraben auf dem Gemeindegebiet von Neuberg an der Mürz in der Steiermark, das nördliche Stollenende im Reißtal bei Hinternaßwald auf dem Gebiet der Gemeinde Schwarzau im Gebirge in Niederösterreich.
Um den Stollenvortrieb mittels elektrischer Bohrmaschinen, Überkopfladern und Bunkerzügen zu ermöglichen, war ein Mindestquerschnitt von 5,6 Quadratmetern notwendig. Gesichert werden sollte der Stollen nach dem Brunnerschen Bergsicherungsverfahren mittels Spritzbeton, Stahlsicherungsbögen, Verzugsblechen, Baustahlgitter und Verankerungen.
Der geologische Aufbau der rund 2000 Meter hohen Schneealpe aus Werfener Schichten, Gutensteiner Kalk und Dolomit, Reiflinger Kalk, Wettersteinkalk und -dolomit und Gosaukonglomerate und -brekzien, insbesondere die letzteren, traten durch die gebirgsbildenden Bewegungen immer wieder in unvorhersehbarer Reihenfolge und Stärke auf, und bereiteten gemeinsam mit Wassereinbrüchen beim Stollenbau – und hier vor allem beim Südstollen – große Probleme. So schwankten etwa die Vortriebsleistungen zwischen 24 Metern und 4 Metern täglich.

### Nordvortrieb (Elisabeth-Stollen)
Von einer Gesamtstollenlänge von 9680 Metern wurden von Norden her rund 8100 Meter errichtet, nach der Patin Elisabeth-Stollen genannt. 6 Monate nach Baubeginn, Juli 1968, erreichte man die 1000-Meter-Marke, und als am 21. Dezember 1966 im nördlichen Stollen die Bauarbeiten bis zum 4. Jänner 1967 eingestellt wurden, war der Stollen etwas länger als drei Kilometer.
Während der Bauarbeiten kam es am 9. Februar 1966 zu einem Wassereinbruch mit etwa 200 bis 250 Litern pro Sekunde, der bis zum 21. Februar dauerte und sich dabei zunehmend abschwächte. Ein weiterer stärkerer Wassereinbruch schwemmte ab dem 19. April 1967 rund 120 Kubikmeter feinen Quarzsand in den Stollen. Ein neuerlicher Wassereinbruch am 20. April mit anfangs etwa 90 Litern pro Sekunde verwüstete ein weites Stück des Stollens. Erst ab dem 25. April konnten bis zum 30. des Monats etwa 1300 Kubikmeter Schlamm abtransportiert werden. Der nächste nennenswerte Wassereinbruch ereignete sich am 24. Oktober 1967 mit etwa 50 Litern pro Sekunde. Die Schüttung sank während der Wintermonate ab, nahm durch die Schneeschmelze im April 1968 aber wieder bis auf ungefähr 20 Liter pro Sekunde zu.
Am 14. Juni 1968 wurde die Losgrenze erreicht und die Vortriebsarbeiten eingestellt. Zusätzlich zu den während der Bauarbeiten erfolgten Sicherungsarbeiten wurde nun mit den Arbeiten für den endgültigen Ausbau des Schneealpenstollens begonnen.

### Südvortrieb (Leopoldinen-Stollen)
Von einer Gesamtstollenlänge von 9680 Metern wurden von Süden her rund 1580 Meter errichtet, Leopoldinen-Stollen nach der Patin.. Der Schneealpenstollen weist ein Süd-Nord-Gefälle von 2 Promille auf. Für die Bauarbeiten in diesem Abschnitt bedeutete dies, dass eindringende Wässer ständig abgepumpt werden mussten.
Ein Wassereinbruch mit rund 200 Liter Wasser pro Sekunde konnte auch mit dem Einsatz dichter Stollenauskleidung und dem Einbau eines Schiebers nur teilweise beherrscht werden. Im Bereich dieser Einbruchstelle kam es immer wieder zu weiteren Einbrüchen. Ein weiterer Wassereinbruch am 20. Juni 1966 mit rund 80 Litern pro Sekunde steigerte sich in den nächsten Tagen auf etwa 100 Liter pro Sekunde. Gleichzeitig wurde eine Abnahme der Schüttung der Sieben Quellen beobachtet.
Schwere Regenfälle zwischen dem 23. und 24. Juli 1966 ließen die Schüttung der Stollenwässer auf 1300 Liter pro Sekunde ansteigen. Gleichzeitig erhöhten auch die Sieben Quellen ihre Schüttung auf über 2000 Liter pro Sekunde. Im Stollen stieg der Wasserstand derartig an, dass das Wasser aus dem Mundloch ausfloss.
Erst nach dem Sinken der Zutrittsmenge auf unter 400 Liter pro Sekunde konnten am 20. September die Arbeiten, die zunächst der Sicherung des Stollens galten, wieder aufgenommen werden.
In dieser Zeit wurde der Beschluss gefasst, einen Ausweichstollen zu errichten, der 25 Meter weiter entfernt vom Quellsystem der Sieben Seen entfernt verlaufen sollte. Einen Teil des bisher errichteten 637 Meter langen Stollens gab man auf und mauerte ihn zunächst bei Stollenmeter 545 und später auch bei Stollenmeter 532 ab. Die Vortriebsarbeiten an der neuen Stollenstrecke mit nun einem Promille Steigung wurden am 10. Oktober 1966 beziehungsweise am 24. Oktober bei Stollenmeter 488 aufgenommen.
Nach zahlreichen größeren und zwei stärkeren Wassereinbrüchen, von denen einer dem Grundwassersystem der Sieben Quellen zugerechnet wurde, kam es am 22. März 1968 zum Einbruch von Salinargasen. Diese entzündeten sich allerdings frühzeitig an einer Karbidlampe, bevor sich eine explosionsgefährliche Gaskonzentration bilden konnte. Um die weiterhin drohende Explosionsgefahr zu bannen, wurden allerdings umfangreiche Sicherheitsmaßnahmen nötig.
Nach dem Tunneldurchschlag Juli 1968 folgten die Arbeiten an der Auskleidung, die der schwierigen geologischen Situation wegen stärker als geplant erfolgte, sie wurden im Jahr 1969 fertiggestellt.
Eine Idee, die ursprünglich nicht geplant war, sondern erst während der Bauarbeiten entstand, wurde am 25. Juni 1969 vom Bundesministerium für Land- und Forstwirtschaft genehmigt:
Im Mittelteil des Stollens wurde ein 6632 Meter langer Abschnitt beidseitig abgemauert, um das aus den Klüften eindringende Wasser aufstauen und je nach Bedarf entnehmen zu können. Begehbar ist dieser Abschnitt nach Entleerung durch Schottentüren in den Abmauerungen.
1970 wurde hier erstmals Wasser aufgestaut. Da es aber zu Undichtheiten kam, mussten Nachbesserungen durchgeführt werden. 1971 wurde neuerlich mit dem Stauen begonnen. Seit 1974 wird das Wasser der Karlgrabenquelle in die I. Hochquellenleitung eingeleitet.

### Anschluss an die Hochquellenleitung
Der Anschluss an die I. Hochquellenleitung erfolgt südlich Hinternaßwald. Dort wurde am nördlichen Mundloch des Stollens in 772 Metern Seehöhe ein Wasserschloss errichtet, von dem aus ein rund 1650 Meter langer Rohrstrang mit 700 Millimeter Durchmesser zum bestehenden Leitungsnetz der I. Hochquellenleitung führt.

### Energiegewinnung

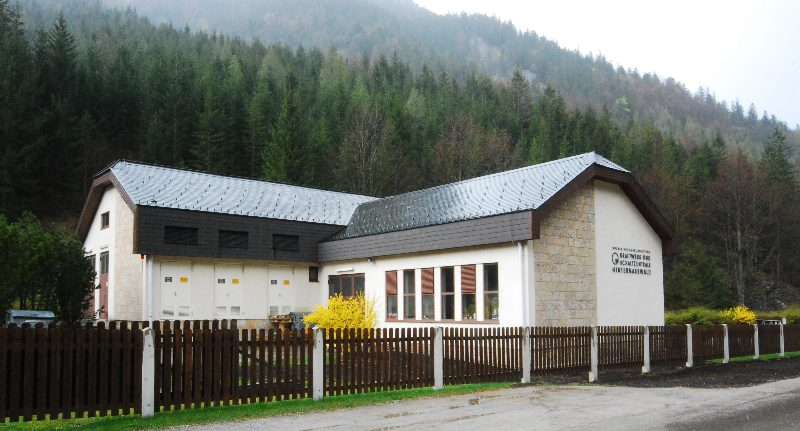
Kraftwerk und Schaltzentrale Hinternaßwald

Wegen des Höhenunterschieds von 86,5 Metern zwischen dem nördlichen Stollenende und der Anschlussstelle an die I. Hochquellenleitung wurde auch das 1951 gebaute Trinkwasserkraftwerk in Hinternaßwald erweitert. Die diversen behördlichen Genehmigungen wurden bereits im Jahr 1967 erteilt.
Eingesetzt sollte die hier gewonnene elektrische Energie für die Hebung des Quellwassers der Pfannbauernquelle, welches später ebenfalls durch den Schneealpenstollen geleitet werden sollte, zum kleineren Teil sollte sie dem Ort Naßwald zur Verfügung stehen – Hinternaßwald wurde wegen der Abgelegenheit nicht an das NEWAG-Netz angeschlossen, sondern gänzlich von der Stadt Wien versorgt –  und den größeren Teil sollte die steirische STEWEAG abnehmen. Für die Stromlieferung in die Steiermark wurde im Schneealpenstollen neben Fernmeldekabeln eigens eine 20-Kilovolt-Leitung verlegt.
In Naßwald, wo 1929 das erste Kraftwerk im Quellgebiet der Wasserleitung errichtet worden war, wurde 2010 ein neues Kraftwerk in Betrieb genommen, welches primär mit dem Trinkwasser der Pfannbauernquelle und des Schneealpenstollens betrieben wird.
Das größere Wasserangebot wirkte sich aber auch auf die bereits bestehenden Trinkwasserkraftwerke in Hinternaßwald und in Hirschwang aus.

### Pfannbauernquelle-Überleitung
Die Zeit, die man am südlichen Abschnitt des Schneealpenstollens wegen des Wassereinbruchs nicht arbeiten konnte, wurde genutzt, um mit der Errichtung der Pfannbauernquelle-Überleitung zu beginnen.
Aufgenommen wurden die Arbeiten am 1,2 Kilometer langen Scheibling-Stollen am 21. Juli 1967. Als die Arbeiten am Schneealpenstollen wieder möglich waren, wurde der Vortrieb des unterdessen 555 Meter tiefen Scheibling-Stollens eingestellt. Weitergebaut wurde erst wieder 1986, um gemeinsam mit dem Lärchsteinstollen (2,6 Kilometer Länge) und dem Wetterinstollen (8,1 Kilometer Länge) die Pfannbauernquelle ebenfalls in die I. Wiener Hochquellenleitung einleiten zu können.
Aus wasserrechtlichen Gründen muss das Wasser der Pfannbauernquelle in einer eigenen Rohrleitung getrennt von jenem der Karlgrabenquelle durch den Schneealpenstollen geleitet werden.

## Kulturelles

### Patenschaften
Als Tunnelpatinnen fungierten Elisabeth Marek, die Gattin des Wiener Bürgermeisters Bruno Marek, beim südlichen Stollenteil (Südturm) und Leopoldine Pfoch, die Gattin des zuständigen Stadtrats Hubert Pfoch, beim nördlichen Stollenteil (Nordturm).

### Ehrungen
An der Errichtung jedes der beiden Stollen arbeiteten rund 70 Personen. Anlässlich des feierlichen Tunneldurchschlags verlieh Bruno Marek, Bürgermeister von Wien, mehrere Verdienstzeichen an einige von ihnen.
- Goldenes Verdienstzeichen des Landes Wien:

- Traugott Erich Gattinger (Geologe)
- Rudolf Pullmann (Baumeister)
- Norbert Dinhopl (stellvertretender Baumeister)
- Lorenz Kamesberger (Bauleiter)

- Silbernes Verdienstzeichen des Landes Wien:

- Rudolf Kapfenberger (Oberwerkmeister)
- Josef Gussnigg (Schachtmeister)
- Anton Brunner (Bauführer)
- Johann Beiglböck (Schachtmeister)

### Erinnerungsplakette
Eigens für den feierlichen Stollendurchschlag wurde eine zweiseitige Erinnerungsplakette aus Bronze angefertigt.
Der Entwurf dafür stammt von den Wiener Wasserwerken, die Gestaltung und die Ausführung von H. Köttensdorfer. Die Prägung erfolgte beim Hauptmünzamt in Wien.

## Nachweise und Fußnoten
1. 1 2  
Mehr steirisches Wasser für Wien – Festlicher Stollenschlag 1000 Meter unter dem Schneealpengipfel. In: Arbeiter-Zeitung. Wien 9. Juli 1968, S. 1.
2. 1 2 3 4  
Marek löste zwei Sprengungen aus – Wasserreserve für Wien. In: Arbeiter-Zeitung. Wien 7. Dezember 1965, S. 1.
3. ↑  7. Juli 1966: „Leopoldinen-Stollen“ feiert 1.000-Meter-Marke. Seite Wien 1966: Berichte vom Juli 1966 (Memento des Originals vom 18. Mai 2015 im Internet Archive)  Info: Der Archivlink wurde automatisch eingesetzt und noch nicht geprüft. Bitte prüfe Original- und Archivlink gemäß Anleitung und entferne dann diesen Hinweis., wien.at > rk/Presse > Rückblick.
4. ↑  laut Lit. Gattinger: Geologie und Baugeschichte …, S. 38.
5. ↑  laut Lit. Drennig: Festschrift 1973, S. 207.
6. ↑  Lit. Hohn: Feldbahnen …, 2007, S. 55.
7. ↑  Trinkwasserkraftwerke. (Memento des Originals vom 18. Mai 2015 im Internet Archive)  Info: Der Archivlink wurde automatisch eingesetzt und noch nicht geprüft. Bitte prüfe Original- und Archivlink gemäß Anleitung und entferne dann diesen Hinweis. smartcity.wien.gv.at;
Wasserkraftwerke – Wiener Wasser. wien.gv.at
8. ↑  Lit. Hohn: Feldbahnen …, 2007, S. 58.